# Distretto di Jhabua
Il distretto di Jhabua è un distretto del Madhya Pradesh, in India, di 1 396 677 abitanti. È situato nella divisione di Indore e il suo capoluogo è Jhabua.